# Agoncillo (La Rioja)
Pour les articles homonymes, voir Agoncillo.
Agoncillo est une commune de la communauté autonome de La Rioja, en Espagne.

## Géographie
Le terrain est sédimentaire par la confluence des rivières Ebro et Leza.
Sur les 34,73 km2 (3473 ha), 1682 hectares sont des terres arables, dont 552 hectares alimentés par irrigation. La superficie urbaine comprend la ville d’Agoncillo, le village de Recajo, les fermes de Atalayuela et Olivar ainsi que l’exclave de San Martín de Berberana qui se trouve entre les municipalités d’Arrúbal et d’Alcanadre.

## Climat
| Mois                              | jan. | fév. | mars | avril | mai  | juin | jui. | août | sep. | oct. | nov. | déc. | année |
| --------------------------------- | ---- | ---- | ---- | ----- | ---- | ---- | ---- | ---- | ---- | ---- | ---- | ---- | ----- |
| Température minimale moyenne (°C) | 2    | 2,4  | 4,6  | 6,3   | 9,7  | 13,3 | 15,6 | 15,6 | 12,9 | 9,2  | 5,3  | 2,8  | 8,3   |
| Température moyenne (°C)          | 5,9  | 7,2  | 10,2 | 12    | 15,9 | 20,1 | 22,8 | 22,7 | 19,3 | 14,7 | 9,5  | 6,5  | 13,9  |
| Température maximale moyenne (°C) | 9,9  | 12   | 15,9 | 17,8  | 22   | 26,9 | 30,1 | 29,8 | 25,8 | 20,1 | 13,8 | 10,2 | 19,5  |
| Ensoleillement (h)                | 105  | 133  | 189  | 198   | 225  | 271  | 312  | 285  | 220  | 164  | 113  | 93   | 2 305 |
| Précipitations (mm)               | 28,5 | 23,2 | 26   | 45,6  | 47   | 43,7 | 30,2 | 20,8 | 25,7 | 36,8 | 39,5 | 37,6 | 404,7 |
| Nombre de jours avec neige        | 1,5  | 1,4  | 0,6  | 0,3   | 0    | 0    | 0    | 0    | 0    | 0    | 0,2  | 0,9  | 5     |

| Diagramme climatique                                  |           |           |             |         |              |              |              |              |             |             |             |
| J                                                     | F         | M         | A           | M       | J            | J            | A            | S            | O           | N           | D           |
| 9,9228,5                                              | 122,423,2 | 15,94,626 | 17,86,345,6 | 229,747 | 26,913,343,7 | 30,115,630,2 | 29,815,620,8 | 25,812,925,7 | 20,19,236,8 | 13,85,339,5 | 10,22,837,6 |
| Moyennes : • Temp. maxi et mini °C • Précipitation mm |           |           |             |         |              |              |              |              |             |             |             |

## Démographie
| 1900 | 1910  | 1920  | 1930  | 1940  | 1950  | 1960  | 1970  | 1981  |
| ---- | ----- | ----- | ----- | ----- | ----- | ----- | ----- | ----- |
| 944  | 1 130 | 1 243 | 1 370 | 1 742 | 2 285 | 1 310 | 1 001 | 1 474 |

| 1991 | 2001 | 2011  | - | - | - | - | - | - |
| ---- | ---- | ----- | - | - | - | - | - | - |
| 853  | 916  | 1 157 | - | - | - | - | - | - |

## Administration

### Conseil municipal
La ville de Agoncillo comptait 1 102 habitants aux élections municipales du 26 mai 2019. Son conseil municipal (en espagnol : Pleno del Ayuntamiento) se compose donc de 9 élus.
| Parti | Parti                                    | Voix | %       | Élus  |
| ----- | ---------------------------------------- | ---- | ------- | ----- |
|       | Parti socialiste ouvrier espagnol (PSOE) | 294  | 44,21 % | 4 / 9 |
|       | Parti populaire (PP)                     | 290  | 43,61 % | 4 / 9 |
|       | Grupo Independiente por Agoncillo (GIA)  | 81   | 12,18 % | 1 / 9 |

### Liste des maires
| Mandat    | Maire | Maire                       | Parti |
| --------- | ----- | --------------------------- | ----- |
| 2011-2015 |       | Encarnación Fuertes         | PSOE  |
| 2015-2019 |       | Encarnación Fuertes         | PSOE  |
| 2019-2023 |       | Encarnación Fuertes Reboiro | PP    |

## Transports
L'aéroport international de Logroño–Agoncillo se trouve sur le territoire de la commune.

## Culture
- Museo Würth La Rioja, musée d'art contemporain inauguré en 2007[1]. Il porte le nom de Reinhold Würth, grand industriel allemand, qui est l'un des plus importants collectionneurs d'art moderne et contemporain européen.

## Lieux et monuments
Agoncillo compte trois monuments classés biens d'intérêt culturel:
- Château d'Aguas Mansas (Castillo de Aguas Mansas), forteresse du XIIIe siècle[2];
- Église paroissiale Notre-Dame-la-Blanche (Iglesia Parroquial de Nuestra Señora La Blanca)[3];
- Pont romain sur la Leza (Puente romano sobre el río Leza).

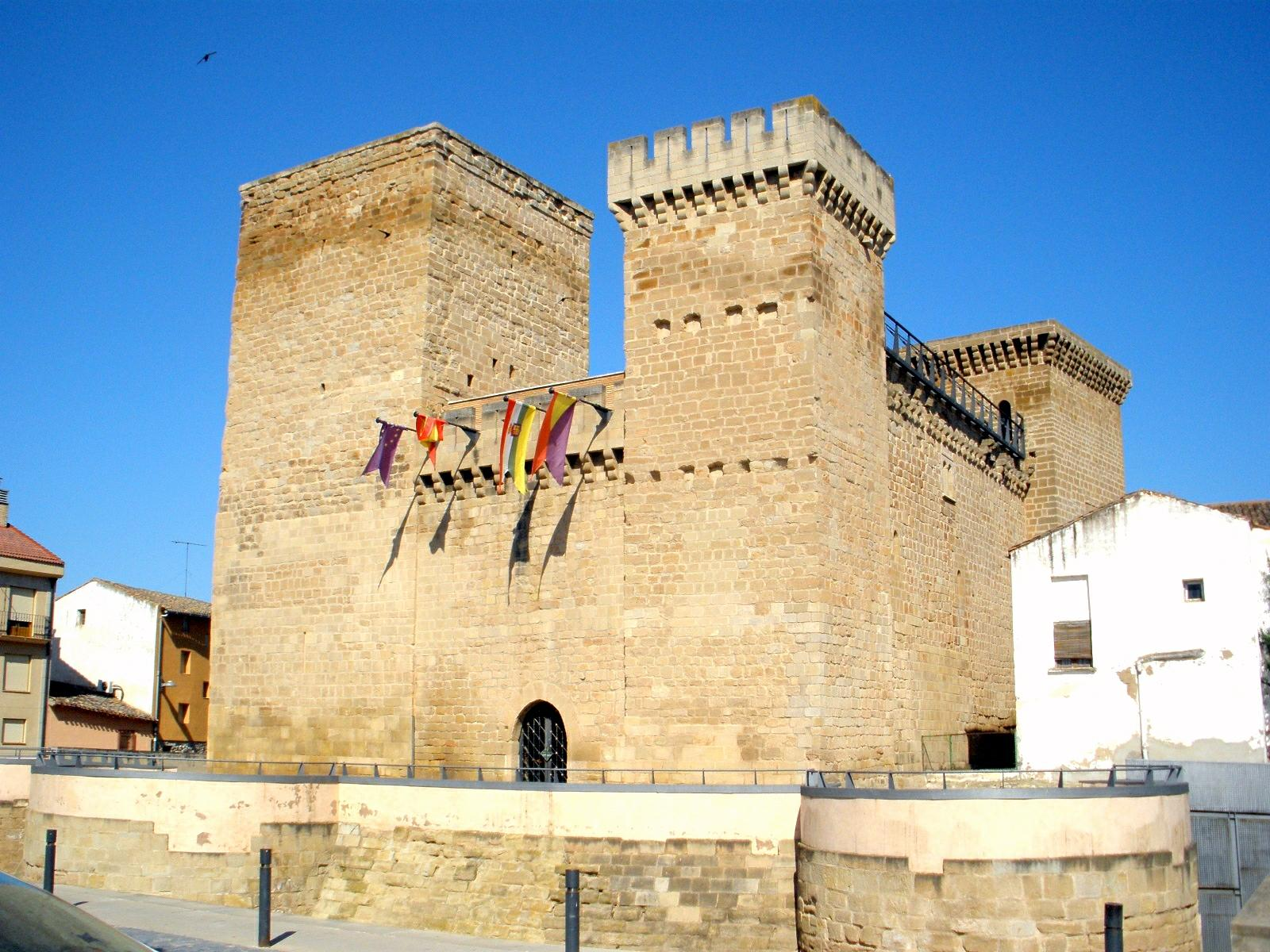
Château d'Aguas Mansas
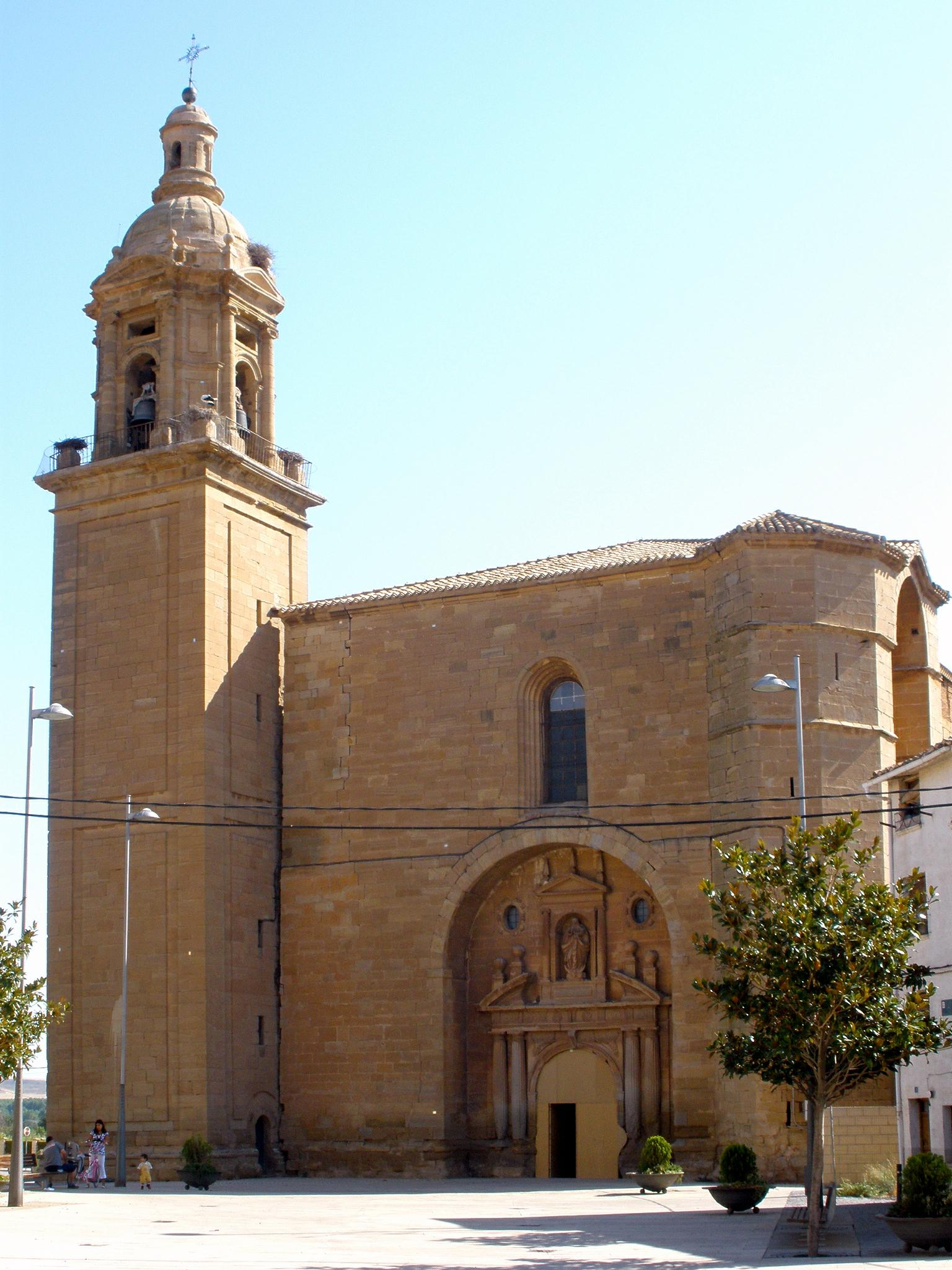
Église paroissiale Notre-Dame-la-Blanche
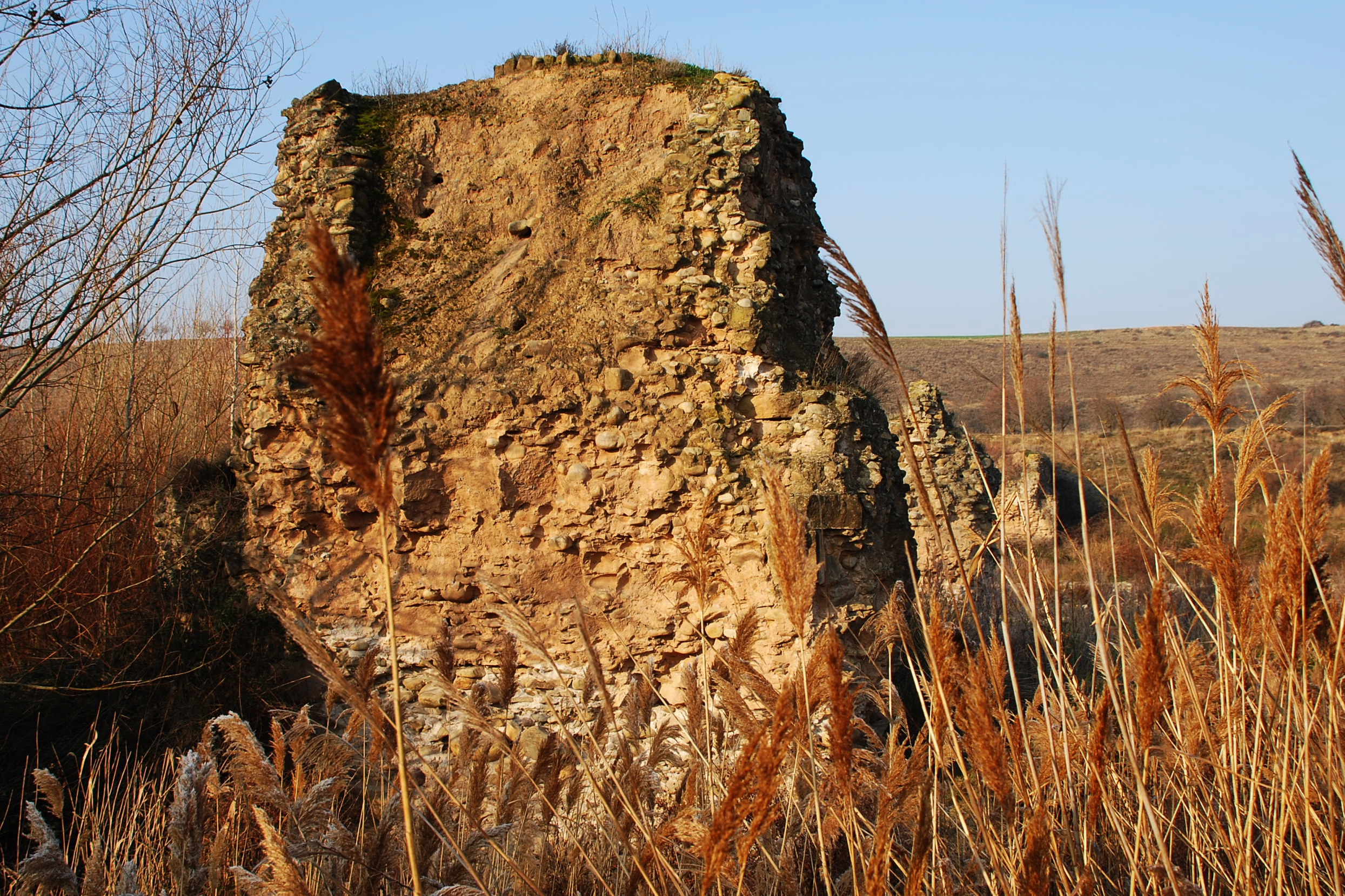
Pont romain sur la Leza

## Sport
- Football: CD Agoncillo: club fondé en 1980, participe à la Regional Preferente Rioja (D5) pour la saison 2019-2020.